# Нафкопф
На́фкопф (Наф, нем. Naafkopf) — гора, входящая в состав горного хребта Ретикон. Расположена на границе Швейцарии, Австрии и Лихтенштейна. Третий по высоте пик княжества Лихтенштейн (2569, также раньше указывалось 2570 метров над уровнем моря). 
Имеет «трехгорную вершину» и три гребня: по северо-восточному проходит граница между Австрией и Лихтенштейном, по юго-восточному — швейцарско-австрийская, по северо-западному — швейцарско-лихтенштейнская граница.